# Regular Show: Mordecai and Rigby In 8-Bit Land
Regular Show: Mordecai And Rigby In 8-Bit Land (Lit. Un Show Más / Historias Corrientes: Mordecai y Rigby en 8-Bit Landia), es un videojuego para la Nintendo 3DS basado en la serie de dibujos Regular Show, desarrollado por WayForward Technologies y publicado por D3 Publisher en Estados Unidos y Namco Bandai Games Europe en Europa. Es el primer juego de la serie para consolas y salió a la venta el 29 de octubre de 2013 en Estados Unidos, el 8 de noviembre de 2013 en Europa y el 12 de noviembre de 2013 en Australia.

## Trama
El juego lanza a Mordecai y Rigby a una aventura a través de sus videojuegos favoritos. Ahora deben usar sus habilidades de juego para escapar con sus vidas.

## Desarrollo
El 8 de abril de 2013, J.G Quintel, el creador de Regular Show, anunció en su página de Twitter que el videojuego estaba en desarrollo, además de otros detalles que se dieron a conocer en el momento. El 26 de junio de 2013, Quintel tuiteó la portada del juego, revelando el título, el editor (D3 Publishing), y el sistema (Nintendo 3DS). Más tarde se reveló que el juego fue desarrollado por WayForward Technologies, además que el 17 de julio de 2013 se reveló también el tráiler del juego y 7 imágenes del juego.

## Jugabilidad
En el juego combinara tres tipos de juego, uno de plataforma tipo "Super Mario Bros", un shooter de naves estilo Gradius, y un shooter de vista superior como Smash TV o Retro City Rampage. En este juego tomaremos el control tanto de Rigby como de Mordecai, intercambiándolos en cualquier momento aprovechando las ventajas de cada personaje, por ejemplo, en el juego de tipo plataformas, Mordecai al ser más alto puede saltar dos veces, mientras que Rigby puede pasar a través de espacios angostos.

## Trucos

### Vidas ilimitadas
Una vez desbloqueado el 'Cheat' en el menú de selección de Game Djinn (esquina del menú) para permitir al jugador a encontrar códigos y pulsa Arriba, Arriba, Abajo, Abajo, Izquierda, Derecha, Izquierda, Derecha, B y A.

### Desbloquear arte conceptual
Se deben eecoger la cantidad indicada de cintas de VHS que se encuentran dispersos a través de cada nivel para desbloquear el contenido de la prima correspondiente. Trucos: Recoger 42 cintas VHS. Concepto de arte: Recoger 12 cintas VHS.

### Desbloquear New Game +
Esta característica se desbloquea cuando  se haya pasado el juego. En New Game + los enemigos son más difíciles de derrotar y hay un límite de tiempo.